# 니시마타 아오이
니시마타 아오이(일본어: 西又　葵)는 일본의 게임 크리에이터(원화가)이다. BasiL사에서 활동 중 앗쵸리케, 사이토 요코, 스즈히라 히로, 아고바리아 등과 함께 Navel로 이적했다(네이블 창립 멤버).

## 약력과 활동
- 니시마타 아오이는 학생 시절부터 동인 활동을 해 왔으며, 이 당시 중학교 동창인 스즈히라 히로와 함께 활동하기 시작했다. 이후로도 계속 스즈히라 히로를 가장 절친한 친구라고 밝히고 있으며, 스즈히라 히로의 Navel 퇴사 당시 불화설도 있었으나 둘 모두 사실이 아니라고 밝히고 있다.
- Joker Type이라는 동인 서클을 조직, 현재도 활동하고 있다.
- 1998년 만화 'West Again'을 발매했다.
- Basil에 입사해 'Bless～close your eyes, open your mind.～'로 성인 게임 원화가로 데뷔했다.
- 그것은 흩날리는 벚꽃처럼으로 유명해지지만, 내부 갈등으로 Basil에서 퇴사하고 동료였던 앗쵸리케, 사이토 요코, 오쟈쿠손 등과 함께 Navel을 설립한다.
- Navel의 데뷔작 SHUFFLE!로 다시 한번 인기를 누린다.
- Navel의 작사 담당이었던 AiAi가 퇴사한 후로 2006년 Really? Really!부터는 작사도 담당하고 있다.
- 2009년 4월 조지 루커스의 요청으로 스타 워즈 기념 화집에 참가하는 전 세계 100명의 일러스트레이터 중 1명으로 선출된다.
- 시나리오 작가 아고바리아와는 게임 센터의 커뮤니케이션 노트에서 알게 되었다.
- 원화가 미츠미 미사토와는 원화가 데뷔 전부터 관계가 있었고, 실제로 'West Again'에 미츠미 미사토의 일러스트가 수록되어 있다.
- 다른 원화가들과는 다르게, 자신의 블로그에 자신의 실제 얼굴을 자주 공개한다.

## 에피소드
그가 아키타현 오가치군 우고정을 여행하던 도중 일러스트 상품 판매 제안을 받아, 지역의 특산품인 아키타코마치(쌀) 포장지의 캐릭터 일러스트를 그리게 되었다. 백화점 판매를 거절당하고 지역의 협동 조합에서 판매를 개시하자, 폭발적인 인기를 끌어 이후 지역의 다른 생산 상품에도 점차 범위를 넓혀 지역 경제를 활성화시켰다. 이 일로 그는 감사패를 받았고, 협동 조합 건물에는 그의 쌀 포장지 일러스트가 거대한 현수막으로 걸렸다. 이것을 계기로 그는 다른 지역 특산품이나 식품 산업 등에 자신의 캐릭터 일러스트를 그려넣게 되었고, 또한 소속사인 Navel을 통해 깊은 관계를 맺은 우고 정의 여행 상품을 진행하고 있다.

## 참여 작품

### 게임 원화

#### BasiL 재직 중
2000년
- Bless～close your eyes, open your mind.～

2001년
- 21-Two One-

2002년
- 그것은 흩날리는 벚꽃처럼
- 패닉!! 케로케로 왕국(ぱにっく!! けろけろ王国) (하쟈마 소프트)

#### Navel 재직 중
2004년
- SHUFFLE!
- 파이널 어프로치 (프린세스 소프트)

2005년
- 러브돌 ~Lovely Idol~

2006년
- Really? Really!

2007년
- 네~PON?×라이PON!

2008년
- 우리들에게 날개는 없다 ~Prelude~

2009년
- 우리들에게 날개는 없다
- SHUFFLE! Essence+

2010년
- Marriage Royale : Prism Story
- 우리들에게 날개는 없다 애프터 스토리

2011년
- 세계정복 그녀(世界制服彼女)~The World is Mine~
- SHUFFLE! Love Rainbow

### 작사

#### Navel 재직 중
2006년
- Really? Really!
  - Remember memories(OP)
  - Ageless Love
  - Happy Dream(ED)
- 네브라(ねぶら) (Radio)
  - ねぶらdeメンボ☆

2007년
- SHUFFLE! Memories (Animation)
  - Fateful Encounters
  - Natural Tone

2008년
- 우리들에게 날개는 없다 ~Prelude~
  - Sky Sanctuary(OP)

2009년
- 우리들에게 날개는 없다
  - Jewelry tears(OP)
  - 외 전곡
- SHUFFLE! Essence+
  - Link-age(OP)
  - Selection.(ED)
  - Summer Again(ED)
- Marriage Royale
  - Sweet Happy ☆ Wedding

2010년
- Soul Link ULTIMATE
  - Defy Gravity(OP)
- 우리들에게 날개는 없다 애프터 스토리
  - Cross Illusion(OP)
  - migratory bird(ED)

### 삽화
- 코하루바라 히요리의 육성일기 (이가라시 유사쿠 글, 전격 문고, 2009년 1월 ~ )

## 작화의 논란
캐릭터의 얼굴을 몇 가지 유형으로 그대로 그리는 탓에, 「클론 복제」등의 불명예를 가지고 있다(노조미(그것은 흩날리는 벚꽃처럼의 캐릭터)가 가발쓰고 렌즈끼고 나온다는 농담도 있을 정도). 이것은 특히 스즈히라 히로의 팬들에게서 두드러진다.
하지만 또 다른 편에서는, 니시마타 아오이가 그린 캐릭터들 내에서는 얼굴이 비슷하지만, 일러스트레이터계 전체에서 봤을 때 니시마타 아오이의 작화법은 상당히 독창적이며, 또한 다른 원화가들과 비교해 봤을 때 니시마타 아오이의 작화법이 조금 눈에 띄게 보일 뿐, 얼굴의 닮은 정도는 거의 차이가 없다는 의견도 있다.